# Centre Court Tennis
Centre Court Tennis, conhecido no Japão como Let's Smash (Let's スマッシュ), é um jogo eletrônico de tênis desenvolvido pela Hudson Soft para Nintendo 64 e publicado pela própria empresa no Japão em 9 de outubro de 1998 e pela Gaga Interactive Media na Europa em 1999.

## Jogabilidade
Centre Court Tennis inclui três modos de jogo principais: Torneio, Exibição e Treinamento. As partidas podem ser disputadas em uma variedade de superfícies de quadra, incluindo saibro, grama e quadras sintéticas. Vários ângulos de câmera estão disponíveis, como uma visão aérea elevada e uma visão "subjetiva", posicionada logo atrás e acima do jogador. Uma “câmera da bola” opcional pode ser ativada para acompanhar a trajetória da bola durante as jogadas.
Os jogadores executam golpes padrão e lobs usando os botões A e B, com o analógico controlando a potência do golpe. Uma passada pode ser executada mantendo o gatilho Z pressionado antes de um golpe normal. Os smashes são reservados como um tipo de golpe especial e, quando executados corretamente, atravessam a quadra com um rastro colorido como um arco-íris. A colocação e a trajetória do golpe são ajustadas inclinando o analógico durante o movimento da raquete e acompanhando o golpe após o impacto para estender ou encurtar sua trajetória.
O modo multijogador permite competições em partidas individuais ou em duplas com até quatro jogadores, conectando controladores adicionais e usando cartões de memória para salvar os dados. Um modo de criação de personagens permite que cada jogador crie e personalize um avatar com roupas e acessórios selecionáveis, que podem ser salvos em um cartão de memória. O jogo inclui quatro minijogos projetados para aperfeiçoar o timing e a precisão dos jogadores fora das partidas padrão. Quadras personalizadas desbloqueadas por meio de jogadores salvos apresentam ambientes não convencionais, como arenas no deserto e terraços para sessões multijogador.

## Recepção
Centre Court Tennis recebeu uma classificação de 67% de Tim Weaver, da revista britânica N64 Magazine, que afirmou que o jogo "não é tão bom quanto o Smash Tennis da Namco ou o Super Tennis da Nintendo" e criticou sua variação limitada de movimentos e a imprevisibilidade dos golpes. A revista francesa X64 Magazine atribuiu ao jogo uma pontuação de 89%, elogiando a "exploração discreta da potência do processador do Nintendo 64" pela Hudson e destacando a adição de um "modo de jogo quase subjetivo" que coloca a câmera logo atrás e acima do jogador. A Consoles+ também deu ao título uma pontuação de 89%, descrevendo a visão subjetiva da câmera como "bastante divertida" e observando sua boa jogabilidade, apesar de uma apresentação 3D visualmente simples, semelhante a sprites. No mercado doméstico, Let's Smash recebeu uma nota de 29 de 40 da Famitsu.
Kevin Cheung, da revista Hyper, deu ao título uma nota de 88%, elogiando sua física de bola e controles responsivos, contrastando-o com jogo de tênis com animações mais pesadas. Cheung observou que no modo em primeira pessoa "parece exatamente como jogar o jogo na vida real", mas apontou a ausência de uma visão por cima do ombro em duplas e animações automatizadas ocasionais de mergulhos. Muitos críticos concordaram que o timing preciso e o movimento realista da bola eram os pontos fortes do jogo, enfatizando que a física sólida e a capacidade de resposta dos controles superavam as animações elaboradas dos jogadores.